# Acorde de Tristán

El acorde inicial de Tristán e Isolda, de Richard Wagner.

El acorde de Tristán es un acorde formado por las notas fa, si, re♯ y sol♯. En general, también se denomina así a cualquier acorde formado con los mismos intervalos musicales, aún en otras tonalidades: partiendo de la nota más grave (fa), una cuarta aumentada (si), una sexta aumentada (re♯) y una novena aumentada (sol♯). 
Se trata del primer acorde que se escucha en el movimiento langsam und schmachtend ("lento y languideciendo") de la ópera Tristán e Isolda. En la época del estreno, se consideró innovador y atrevido iniciar una obra musical con este acorde disonante y, en consecuencia, pasó a la historia con el nombre de la composición de Richard Wagner. 
El acorde tiene diversas interpretaciones, en función de las notas del acorde que se tomen como «reales». Existe controversia respecto a qué nota debe interpretarse como real, el sol# o el la. Las diferentes lecturas en función de las notas reales son:
1.- Fa/Si/Re#/Sol# (Sol#/Si/Re#/Fa): séptima de disminuida de la, con 5ª aumentada (re#). Función de dominante.
2.- Fa/Si/Re#/La (Si/Re#/Fa/La): dominante de la dominante de la menor, con séptima y con 5ª disminuida. En este caso la función es de subdominante, ya que el acorde vendría a formar parte de la zona previa a la dominante (mi) de la tonalidad (la).
3.- Fa/Si/Re#/La (Fa/La/Si/Re#): sexta aumentada a la francesa de la menor. Se observa que entre el fa y el re# hay una 6ª aumentada. El resto de notas (la/si) rellenan el acorde de sexta aumentada «a la francesa» que resuelve a mi mayor (dominante). Los acordes de sexta aumentada no tienen función de dominante, sino que amplían la zona previa a la dominante. Por lo tanto su función sería de subdominante.
4.- Fa/Si - Re#/Sol#: Algunos han entendido este acorde como antesala de la atonalidad, en donde se entiende que este acorde está conformado por dos capas o tapices, a saber, un tritono ("Fa/Si") y una cuarta justa (Re#/Sol#).
5.- Desde las ideas filosófico-musicales del Materialismo filosófico de Gustavo Bueno se ha desarrollado otra forma de analizar este acorde, en el que se entienden los cuatro primeros compases de la Obertura como un "Glomérulo"; a saber, una unidad morfológica donde se aglutinan distintas capas sonoras. Para esto se parte de la idea de contrapunto como operación precedente a la armonía, es decir, la armonía entendida como resultancia de confluencias contrapuntísticas donde reside la esencia constructiva de toda composición. Para entender este acorde en este "glomérulo", se parte de la primera melodía que es la,fa,mi,Re#,Re. Posteriormente se construye un "isomorfismo" que se entiende como una construcción melódica que imita la estructura interválica de la melodía inicial, pero iniciando desde re, es decir re,si,la#,la,sol#, pero se muta por movimiento contrario, es decir sol#,la,la#,si. La contraposición que realiza Wagner consiste en una dilatación del Fa, así como una contracción del Sol# ofreciendo como resultado una distribución interválica simultánea que conforma un acorde prolongado que, aunque no corresponde con las coordenadas diatónicas, es asimilado en el siguiente acorde por una séptima de dominante con apoyatura de La menor.